# Parachordodes okadai
Parachordodes okadai är en tagelmaskart som beskrevs av Inoue 1955. Parachordodes okadai ingår i släktet Parachordodes och familjen Chordodidae. Inga underarter finns listade i Catalogue of Life.